# Kuuk-thaayore

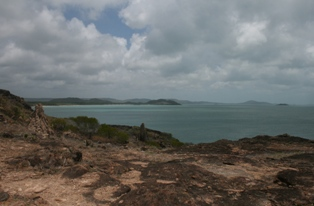
Cape York (Australie)

Le kuuk-thaayore est une langue parlée par le groupe aborigène thaayore qui vit avec d'autres groupes, sur le territoire de Pormpuraw, sur la côte ouest du Cap York en Australie. Elle fait partie du groupe des langues paman (en) de la famille des langues pama-nyungan.
En 2021, 174 personnes déclarent parler le kuuk-thaayore à la maison.

## Classification
Le kuuk-thaayore appartient à la famille des langues pama-nyungan. Selon certains linguistes, elle regroupe la plupart des langues aborigènes australiennes et compte une centaine de langues, à l'origine, très étroitement liées, mais qui, en 35 000 ans, ont divergé. La plupart de ces langues ne comptent plus que quelques dizaines de locuteurs.

## Caractéristiques
Le  kuuk-thaayore possède : 
- 5 voyelles : a, é, i, o, ou  (/a/, /e/, /i/, /o/, /u/) qui peuvent être longues ou courtes
- 14 consonnes : p /p/, k /k/, c /c/, th /t̪/, t /t/, m /m/, ng /ŋ/, ny /ɲ/, nh /n̪/, n /n/, rr /r/, l /l/, r/ɻ / et la glottale ' /ʔ/
- 2 semi-consonnes : w /w/, y /j/[4]

En kuuk-thaayore, les mots « droite » et « gauche » n'existent pas. On ne dit pas ma main gauche mais ma main sud, qui devient ma main nord si je me retourne. En effet les thaayore utilisent une orientation absolue. Cela leur demande de toujours connaître la position des points cardinaux puisque pour eux, cette notion est fondamentale. "Bonjour" se dit d'ailleurs "Bonjour où vas-tu ?", ce qui implique de savoir comment on est orienté. Pour indiquer un lieu, les locuteurs peuvent fournir jusqu'à 5 informations : la distance par rapport au locuteur, le mouvement (vers, depuis), l'orientation, une direction secondaire, une référence à la rivière (la rivière Chapman).
Exemple : yuu-rr-iparr = loin vers le sud, ii-rr-iparr-op = ici-vers-sud-rivière 
Cela a un impact sur la perception du temps. Pour classer chronologiquement des images, les thaayore les rangent toujours d'est en ouest alors qu'un européen les classe de la gauche vers la droite, donc relativement à lui.

## Locuteurs

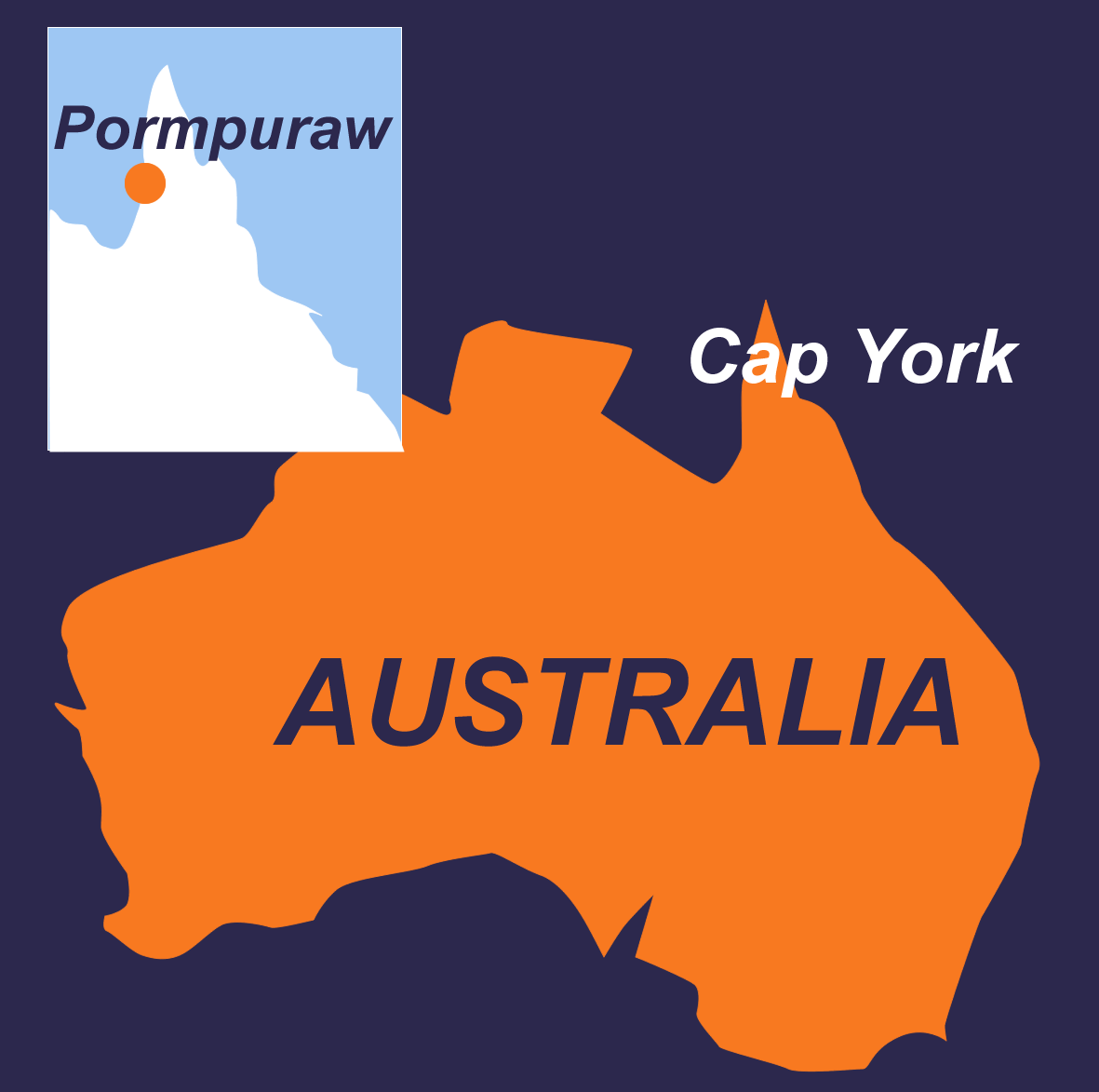
Aire de diffusion du kuuk-thaayore

Le nombre de locuteurs réguliers de la langue est passé de 500 en 1990 à 24 en 2006. Le kuuk- tahayore fait partie des langues en danger. En 2011, la langue était encore apprise par les enfants. Il existait également une langue des signes pour chasser, dont certains se souviennent encore. A priori, il n'y a jamais eu de thaayore monolingue, le plurilinguisme n'est pas dû à la colonisation, les thaayore ont parlé et parlent encore (à des degrés divers) d'autres langues indigènes.